# Talgraben (Amtgraben)
Der Talgraben ist ein rechter Zufluss des Amtgrabens auf der Gemarkung der Stadt Trebbin im Landkreis Teltow-Fläming in Brandenburg.
Der Graben beginnt auf einer Wiesenfläche westlich des Trebbiner Ortsteils Klein Schulzendorf. Er mäandert auf einer Länge von rund 1,4 km in nördlicher Richtung und unterquert anschließend die Landstraße 70, die in diesem Bereich in West-Ost-Richtung verläuft. Nach weiteren 640 m durchfließt er die Torfstiche Talgraben, die sich südöstlich des Stadtzentrums befinden und tritt südlich der Bundesstraße 246 wieder aus ihnen heraus. Er unterquert die B 246 und verläuft östlich entlang der Siedlung Freie Scholle in nördlicher Richtung. Von Osten entwässern weitere Meliorationsgräben einige landwirtschaftlich genutzte Flächen. Der Talgraben unterquert anschließend die Bundesstraße 101 und entwässert in den Amtgraben.